# Surinaamse parlementsverkiezingen 2015/Kandidatenlijst/ANC
Dit is de lijst van kandidaten voor de Surinaamse parlementsverkiezingen 2015 van de A Nyun Combinatie (ANC). De verkiezingen vonden plaats op 25 mei 2015. 
De onderstaande deelnemers kandideerden op grond van het districten-evenredigheidsstelsel voor een zetel in De Nationale Assemblée. Elk district had een eigen lijsttrekker. Los van deze lijst vonden tegelijkertijd de verkiezingen van de ressortraden plaats. Daarvoor gold het personenmeerderheidsstelsel. De kandidaten voor de ressortraden staan hieronder niet genoemd. De ANC deed in vijf districten mee aan de verkiezingen.

## Lijsten
Hieronder volgen de kandidatenlijsten op alfabetische volgorde per district, met het aantal stemmen per kandidaat.

### Brokopondo- 118
1. Bisai Tantai Alida - 56
2. Armand Bannafoo - 37
3. Johan Martin Eersteling - 25

### Para- 29
1. Gloria Maria Fannel - 19
2. Nicole Helianthe Jozuazoon - 4
3. Dave Timothy Rapprecht - 6

### Paramaribo- 390
1. Paulus Abena - 125
2. Siska Zandveld - 32
3. Armand Kanapé - 7
4. Oscar Flakkalobi - 14
5. Oscar Orlando Emile Marluwil Velland - 29
6. Mariska Natashia Kolli - 14
7. Ingrid Brigitte Bergstroom - 4
8. Thelma Akoete - 14
9. Stanley Nawu Kodjo - 7
10. Jan Salomon Dehli - 5
11. Regina Eugenie Christina Has-Leidsman - 6
12. Jolitha Eunike Petronella Rietfeld - 25
13. Maria Amoedinkie Pradong - 8
14. Consuella Vaskia Kogeldans - 11
15. Samuël Timotheüs Jabini - 11
16. Charlyne Emelina Martin - 11
17. Linus Jacob Diko - 67

### Sipaliwini- 346
1. Waldie Ajaiso - 88
2. Trefosa Foto - 119
3. Iwan Adjako - 127
4. Jeffrey Tanon - 12

### Wanica- 228
1. Carlos Roy Lank - 64
2. Lesley Ikermi Kwasi - 13
3. Olushola Luciano Tyehimba Abena - 66
4. Lydia Gerda Linga - 32
5. Renato Roelof Belfor - 8
6. Swedo Roman Diko - 27
7. Ketshia Sharon WeeWee - 18

Kandidaten per alliantie/partij: AC · 
ANC · 
APS · 
DOE · 
DRS · 
MF · 
NDP · 
NOP · 
PING · 
PALU · V7